# Merzifon
Merzifon est une ville et un district de la province d'Amasya dans la région de la mer Noire en Turquie. Couvrant une superficie de 970 km2, la municipalité de Merzifon abrite une population totale estimée à 69 237 habitants dont 52 947 résidents urbains à l'intérieur de la ville, le reste se répartissant à travers la campagne environnante, en périphérie du territoire communal.

## Étymologie
Les déclinaisons les plus anciennes du nom de cette ville sont Marzifūn, Mersivan, Marsovan, Marsiwān, Mersuvan, Merzpond et Merzban. L'origine de sa dénomination serait apparemment le mot Marzbān, titre persan donné à seigneur chargé de contrôler une marche militaire ou à un gouverneur de district au sein de l'Empire sassanide. Le lien exact entre cette fonction militaire et la fondation de la ville n'est pas clair.

De manière plus récente, c'est avec l'arrivée des Turcs au XIe siècle que la ville prend son nom actuel. Comme à bien des exemples parmi les villes turques, il est très probable que ceux-ci aient choisi son appellation actuelle à partir de son nom grec Μυρσυφων(Mersiphôn).

## Géographie
Située à une altitude moyenne de 694 m, Merzifon n'a rien d'une ville de moyenne montagne: elle s'étale sur une large étendue plane alors que la ville d'Amasya, située presque 300 m plus bas, à l'est, s'est développée dans une vallée enserrée. Il faut dire que la région de Merzifon dispose d'une topographie très complexe dans cette partie septentrionale de la Turquie. Le secteur géologique dans lequel elle se trouve est une zone de rencontre entre le plateau anatolien du centre de la Turquie et la faille nord-anatolienne, l'une des plus actives au monde. Les forces de coulissage engagés dans le décrochement dextre de la faille nord-anatolienne ont permis l'érection de nombreux chaînons montagneux d'orientation est-ouest. Ceux-ci ont compartimenté le plateau anatolien en de multiples sous plateaux. Merzifon se trouve d'ailleurs dans un plateau d'altitude, long de plus de 60 km d'ouest en est, et de 15 à 20 km de largeur du nord au sud. Ce plateau d'altitude est entouré au nord par le massif du Tavşan Dağı (littéralement "La montagne du Lapin"), et au sud par des massifs de moindre importance: Ereğli Dağı et Çakır Dağı. Les rivières de ce plateau alimentent le barrage du Yedikur (Yedikur Barajı en langue turque) voué à l'alimentation en eau de l'agriculture, puis rejoignent la rivière Terkasan. Celle-ci rejoint par une étroite gorge le réseau hydrographique du Yeşilırmak à Amasya.

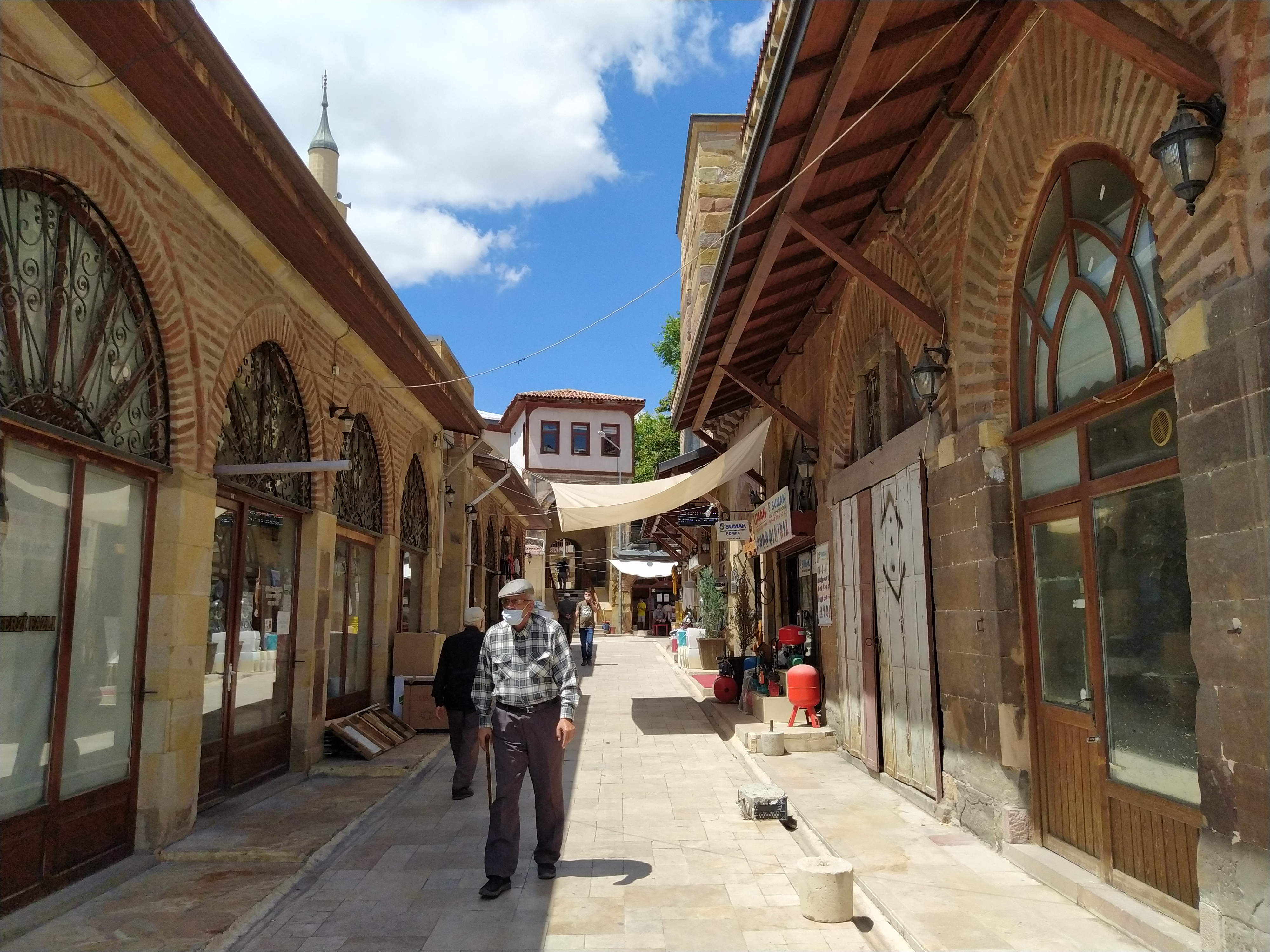
Vue sur la rue d'un lieu historique à Merzifon

## Histoire
Les preuves archéologiques les plus anciennes dans la région de Merzifon sont des centaines de tumulus ou tells. Ils indiquent une implantation humaine précoce puisque ces tumulus (ou höyük en turc) dateraient au moins du milieu du VIe millénaire av. J.-C. (vers -5500). Ils attestent de la présence de groupes humains néolithiques dotés de véritables rites funéraires. Les premières fortifications sont construites par les Hittites, civilisation qui domine toute l'Anatolie entre le XVIIe et le XIIe siècle av. J.-C. Ceux-ci sont expulsés par des envahisseurs venus de la Mer Noire vers 1200 av. J.-C.

De nouveaux signes de présence humaine sont datés 500 ans plus tard (soit environ vers 700 av. J.-C.): les Phrygiens rebâtissent des fortifications et laissent à leur tour un grand nombre de tells et d'autres formes de bâti. Vers 600 av. J.-C., ceux-ci sont probablement contraints de quitter la région du nord de l'Anatolie, poussés par les invasions venues de l'est, des montagnes du Caucase : ce sont les Cimmériens. Des tombes datant de cette période ont été fouillées et leur contenu est exposé au musée d'Amasya. 

Puis ils sont supplantés par le royaume du Pont : Merzifon est un point de commerce pour les rois pontiques qui règnent sur un territoire bordant la Mer Noire (ou Pont-Euxin) et s'étendant à l'intérieur des terres jusqu'à leur première capitale : Amasya. Merzifon porte alors le nom de Phazemon. Le royaume du Pont est alors dès -546 partie intégrante de l'Empire perse des Achéménides. Merzifon passe ensuite sous le contrôle macédonien après les conquêtes d'Alexandre le Grand, puis des Séleucides lors du partage de son empire, avant de connaître une relative indépendance à partir du règne de Mithridate Ier. Le royaume du Pont semble vivre de manière assez prospère entre le IVe et le IIe siècle av. J.-C. : les cités grecques du littoral comme Trébizonde, Cérasonte, Amisos (Samsun) sont des alliées du royaume pontique qui s'hellénise progressivement.

Le Ier siècle av. J.-C. est une période très troublée en comparaison : le royaume du Pont lutte pour son indépendance contre la puissance montante: la république romaine. Après la défaite du roi pontique Mithridate VI contre Pompée en 66 av. J.-C., son fils Pharnace II reconquiert une grande partie du royaume mais est finalement vaincu non loin de Merzifon, à Zéla, par Jules César en -47. Ainsi toute la région d'Amasya est partiellement détruite pendant les guerres civiles de la fin de la république romaine. Au IIe siècle ap. J.-C., Merzifon est restaurée sur les ordres de l'empereur Hadrien : des vestiges de temples romains érigés à Merzifon sont aussi exposés au musée d'Amasya, aujourd'hui. Les remparts de la ville sont renforcés; la ville grandit en importance sous la domination romaine. Après la division de l'Empire romain en 395 apr. J.-C., Merzifon demeure bien protégée au sein de l'Empire byzantin. Administrativement, elle fait partie du thème des Arméniaques et se trouve très proche des deux capitales successives de cette région byzantine : Euchaita, (dont les ruines se trouvent dans le village de Beyözü) puis Amasya. Les incursions et pillages menés par les conquérants arabes au VIIIe siècle changent la situation: brièvement détenue par les armées arabes pendant l'expansion de l'Islam, Merzifon se dote ensuite d'un château construit pour assurer sa défense: le château de Boulak (Bulak Kalesi).

Après la bataille de Manzikert en 1071, l'armée byzantine ne peut empêcher la progression des peuples turcs en Anatolie. L'Islam s'établit progressivement et durablement à Merzifon. Ce sont les émirs turcs Danichmendides qui s'emparent de la ville à la fin du XIe siècle. Elle passe ensuite sous contrôle des turcs Seldjoukides en 1174 sous le règne de Kılıç Arslan II, sous celui de la dynastie mongole des Ilkhanides puis celui des beys Eretnides et enfin des Ottomans à la mort du Kadi Burhaneddin Ahmed en 1398. Merzifon demeure une ville importante pour les Ottomans en raison de sa proximité avec Amasya où les princes ottomans sont éduqués et formés en vue de leur accession au trône impérial. Au XVIIe siècle, le grand voyageur Evliya Çelebi la décrit comme une ville marchande bien fortifiée.

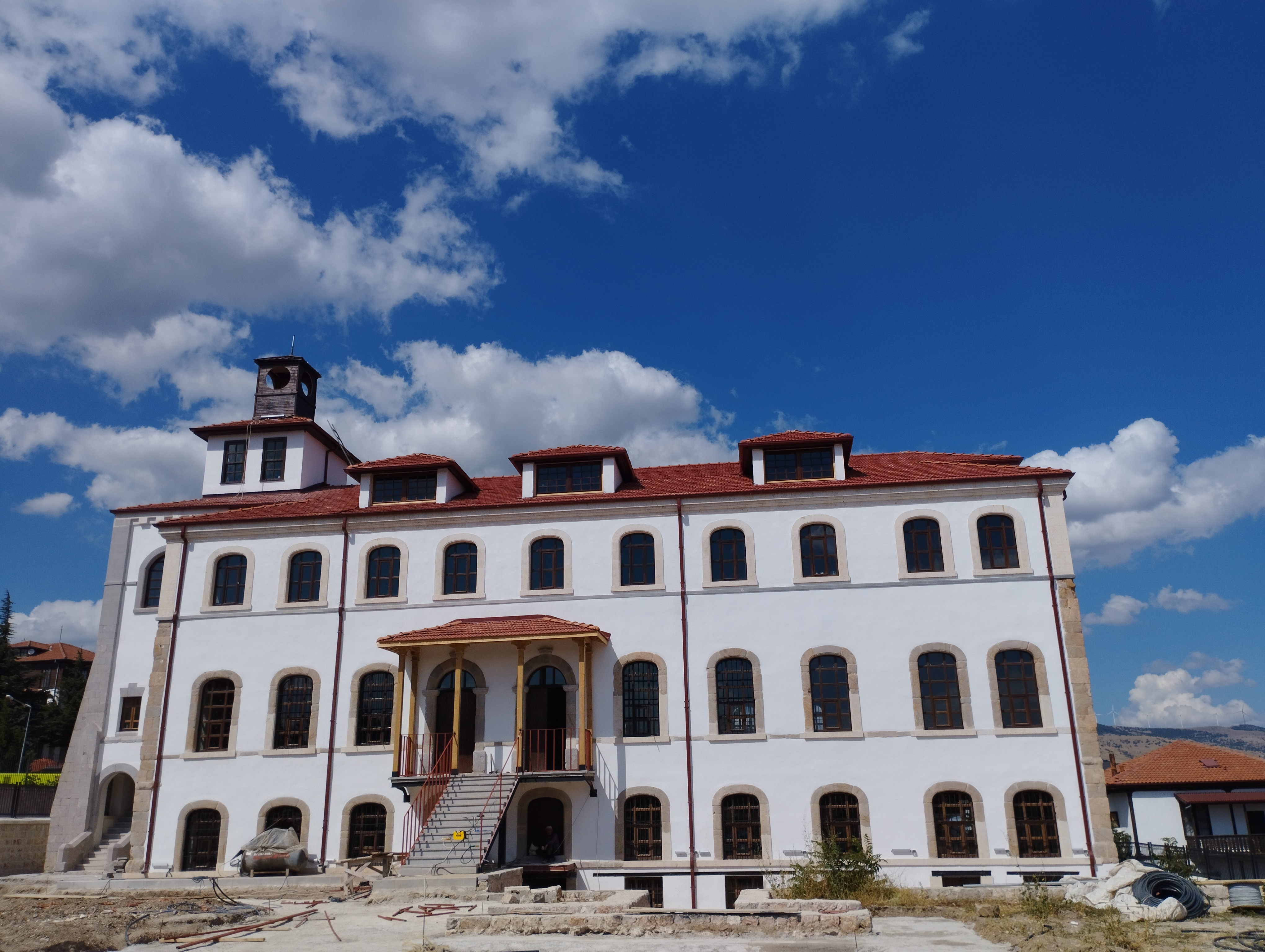
Collège américain 1

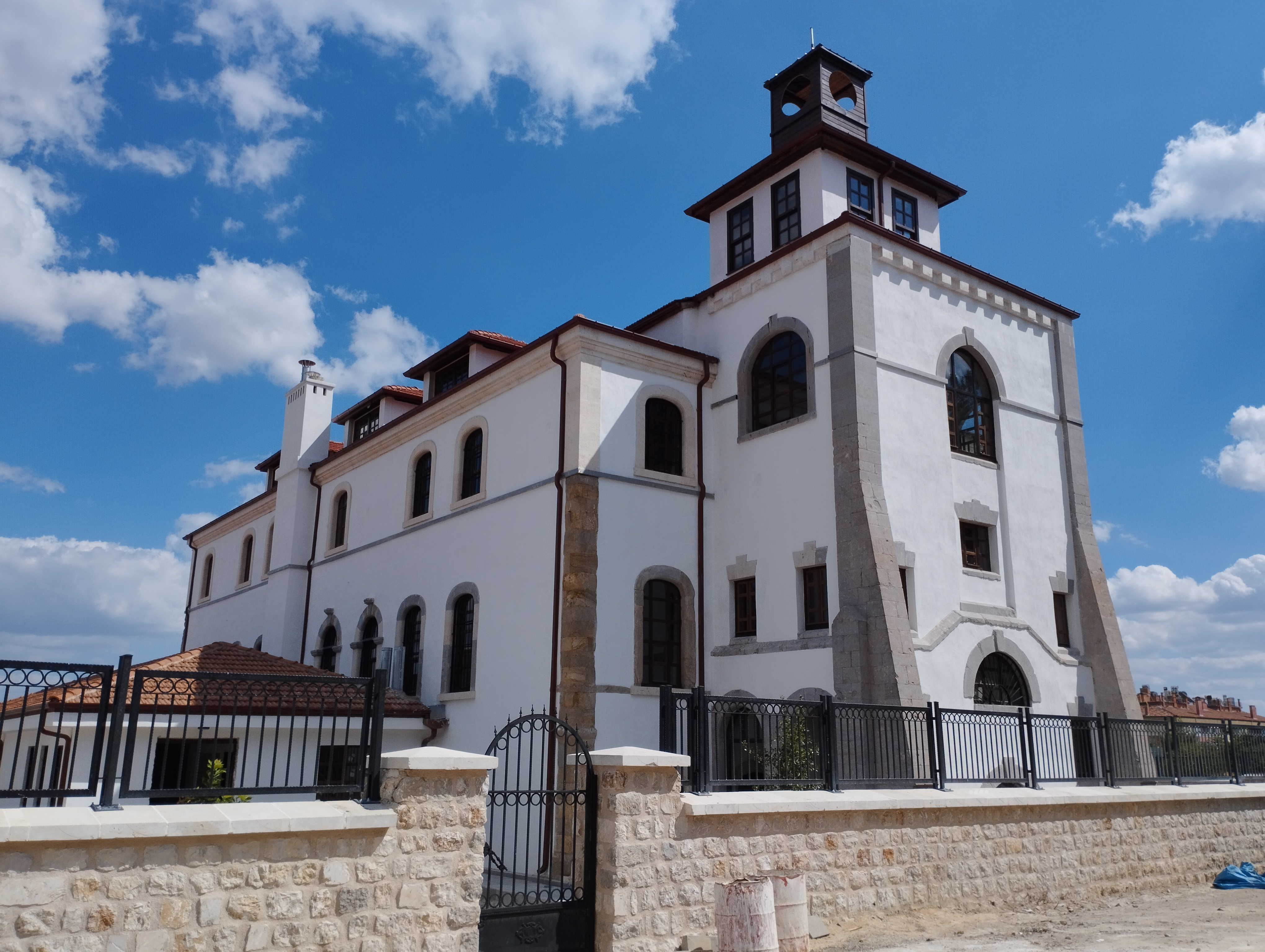
Collège américain 2 - Merzifon

Si la population de la ville au XIXe siècle est désormais majoritairement musulmane, une importante communauté de grecs et d'arméniens y demeurent. Sur Merzifon comme dans d'autres villes d'Anatolie, à partir des années 1860, missionnaires protestants et catholiques rivalisent par l'intermédiaire d'oeuvres éducatives et de charité. Un important collège protestant "américain" y est fondé ainsi qu'un collège "français" dirigé par des missionnaires jésuites. Des centaines d'enfants arméniens et grecs y seront scolarisés jusqu'au début de la première guerre mondiale. Si le bâtiment du collège jésuite a aujourd'hui disparu celui du collège protestant dit américain demeure.